# Andrzejewo (powiat suwalski)
Andrzejewo – wieś w Polsce położona w województwie podlaskim, w powiecie suwalskim, w gminie Szypliszki.
W 1933 wieś była siedzibą gminy Andrzejewo. Zamieszkiwało ją 116 mieszkańców.
Do 1952 roku miejscowość należała do gminy Andrzejewo. W latach 1975–1998 miejscowość administracyjnie należała do województwa suwalskiego.
Urodził się tu Jan Sadowski - dowódca oddziału partyzanckiego działającego na Suwalszczyźnie i wschodniej części Mazur.